# Philippinische Kordilleren
Die Philippinischen Kordilleren sind ein aus mehreren Gebirgsketten gebildetes Gebirge auf der Hauptinsel Luzon der Philippinen. Man unterscheidet die westliche Kordillere (Zambales-Berge), die mittlere Kordillere (Cordillera Central) und die östliche Kordillere (Sierra Madre). Die zwischen Sierra Madre und Cordillera Central gelegenen Caraballo-Berge sind der zentral gelegene Gebirgsknoten des Philippinischen Kordilleren.

## Cordillera Central

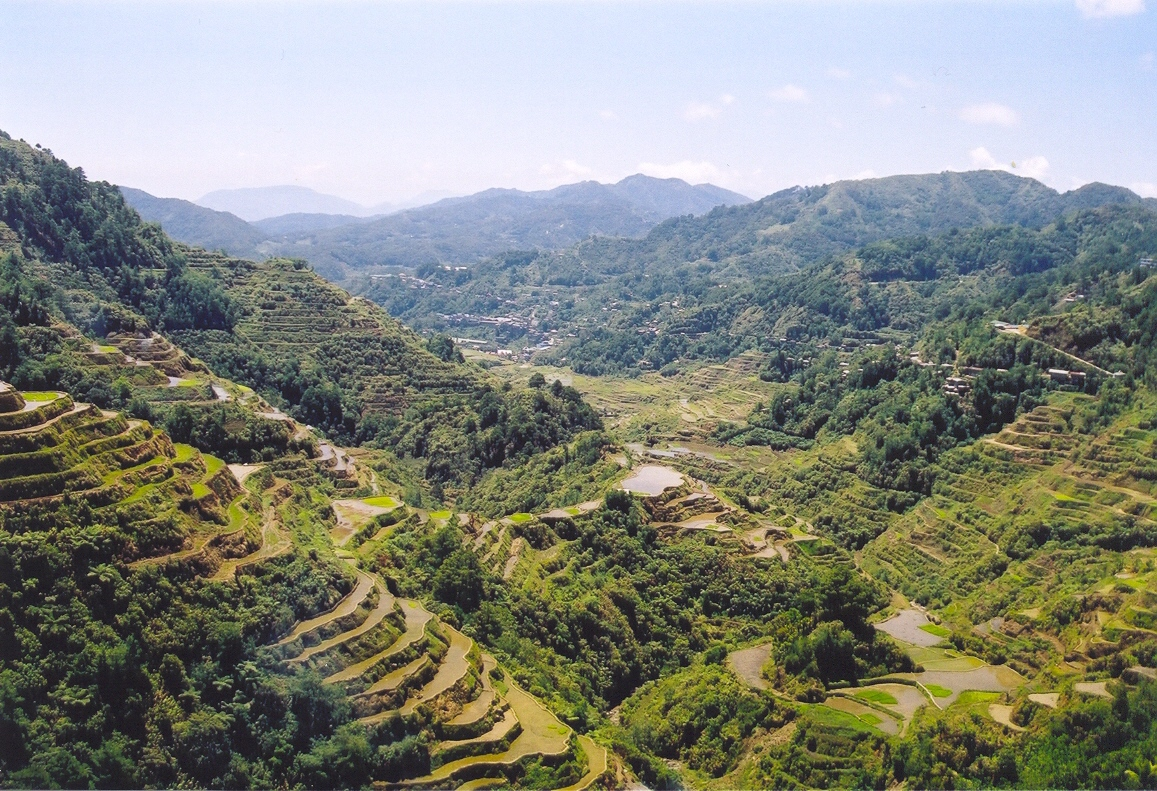
Reisterrassen bei Banaue

Die Cordillera Central ist das ausgedehnteste Bergland auf der Insel Luzon. Es lassen sich drei Hauptketten unterscheiden:
Auf die westliche Küstenkordillere (Malayakette) folgen die Zentralkordillere (Cordillera Central) und die Poliskette.
Bei der im Westen verlaufende Malayakette liegen die größten Höhen um 1800 m im Vergleich zur Hauptachse des Berglandes, der Zentralkordillere, die Höhen von über 2700 m vorweist. Die weiter östlich verlaufende Poliskette mit den höchsten Erhebungen Luzons, dem Pulag (2922 m). Um den Pulag wurde 1987 der Mount-Pulag-Nationalpark auf einer Fläche von 11.550 Hektar etabliert. Alle Gebirgsketten erfahren nach Norden hin eine Abdachung bis auf 1000 m im Küstenbereich, die höchsten Erhebungen befinden sich im Südteil.

## Caraballo-Berge

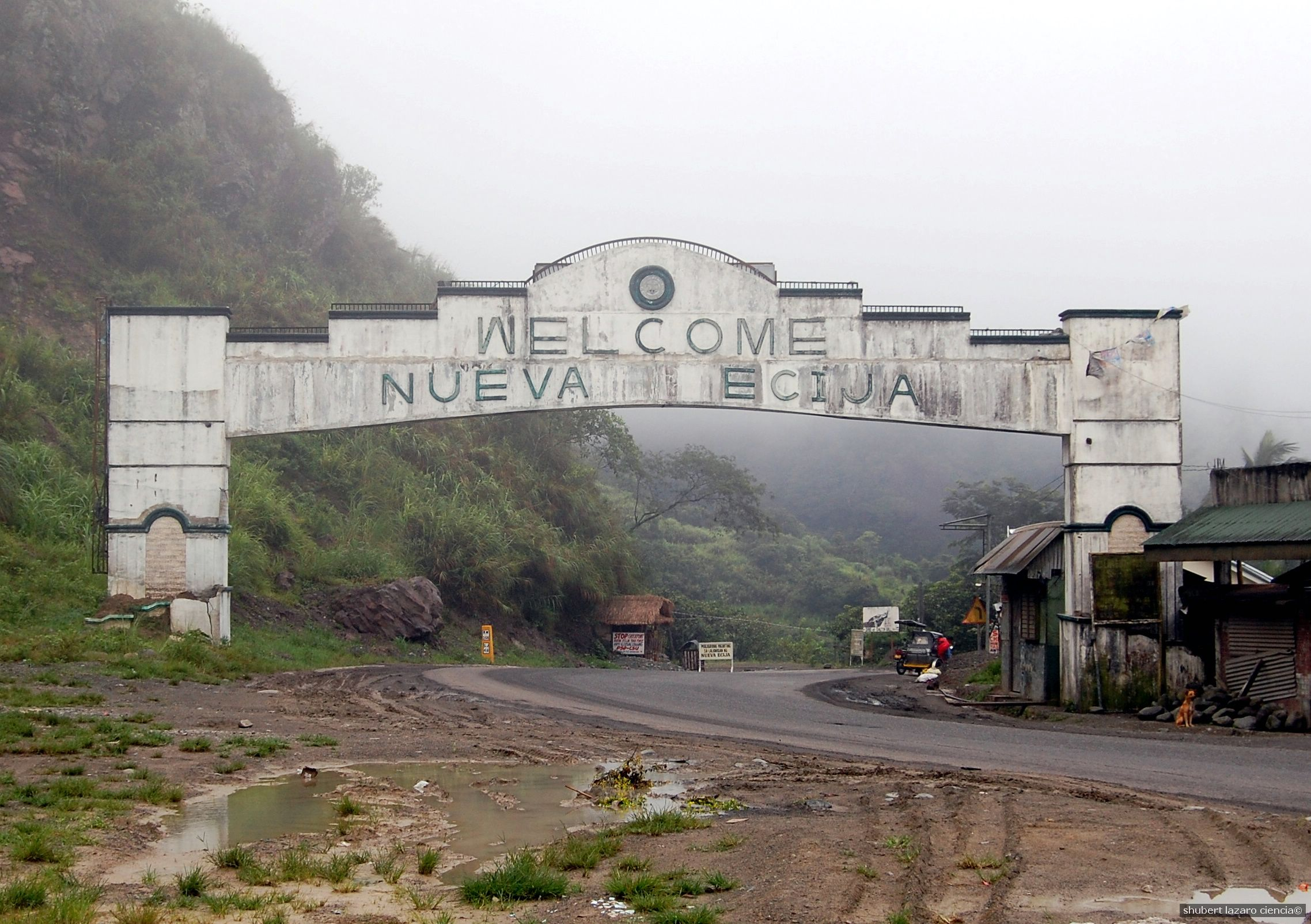
Der Dalton-Pass in den Carballo-Bergen

Die Caraballo-Berge trennen die zentrale Luzon Ebene, in der der Pampanga fließt vom Cagayan-Tal. Man hat dieses kuppige, breitwinkelnde Bergland, welches Höhen von 1680 m erreicht, auch als zentralen Gebirgsknoten bezeichnet, da hier die Cordillera Central Nord-Luzons mit der Sierra Madre verknüpft ist. Die Caraballo-Berge bilden die Wasserscheide zwischen den Cagayan-Nebenflüssen und dem Pampanga der große Teile der Ebene von Mittel-Luzon hin zur Manila Bucht entwässert.

## Ostkordillere (Sierra Madre)

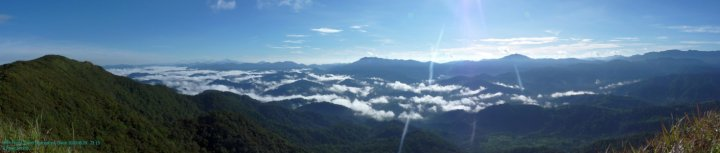
Blick vom Berg Oriod, 1188 m, auf die Sierra Madre östlich von Manila

Die von Nordosten heranstreichende Sierra Madre biegt weiter südlich in Nordsüdrichtung um und wird nun als Ostkordillere bezeichnet.
Der höchste Berg der Sierra Madre ist der 1850 Meter hohe Berg Anacuao.
Wie die Sierra Madre und der zentrale Gebirgsknoten, die Carballo-Berge, ist auch die Ostkordillere Luzons nur wenig erforscht.
Grundgebirgsmaterial, Andesite und miozäne Kalke sind die wichtigsten Baustoffe. Die Höhe des Gebirges nimmt nach Süden allmählich ab, auch die Breite des Berglandes wird geringer. Südostwärts der Laguna de Bay kann man nur noch von einem Hügelland sprechen.
Das bedeutendste Naturschutzgebiet in der Sierra Madre ist der Northern Sierra Madre Natural Park. Im Bereich der mittleren Sierra Madre befindet sich der Angat-Stausee, dem über 90 % des Trinkwassers für die Metropolregion Metro Manila entnommen wird.

## Westkordillere (Zambales-Berge)
Die Zambales-Berge bilden die Westfront der Philippinischen Kordilleren. Die Formen der Berge sind sehr unterschiedlich; im Norden, wo die Ausläufer in die den Golf von Lingayen im Westen begrenzende Halbinsel hineinziehen, sind weiträumige Verebnungen im tiefliegenden Flachhügelland. In der Breite von Lingayen beginnt das eigentliche Bergland, das sehr schnell Höhen von 1000 m erreicht. Die zentral gelegenen größten Erhebungen erreichen 2037 Meter am Berg Tapulao.

## Klimatologie
Auf den Philippinen herrscht ein tropisch maritimes Klima („schwüles Treibhausklima“), das durch hohe und konstante Durchschnittstemperaturen (20–30 °C), extreme Luftfeuchtigkeit und viele Niederschläge (10 bis 12 humide Monate) charakterisiert ist. Es wird vor allem vom Windregime des Monsun bestimmt, welches das Jahr grob in zwei hygrische Hälften teilt: Regenzeit und Trockenzeit. Von November bis April dominieren der relativ trockene Nordostmonsun und von Mai bis Oktober der feuchtere Südwestmonsun.
Die mittleren Monatstemperaturen liegen im Flachland zwischen 25 °C im Dezember und Januar und 29 °C im Mai, dem heißesten Monat.
Die jährlichen Niederschlagsmengen betragen 2000 mm/Jahr, wobei sie regional sehr stark variieren. Im Osten Nord-Luzons fallen etwa 3500 mm/Jahr, ohne eine richtige Trockenzeit. Im Westen werden jährlich 1500 bis 2000 mm gemessen. Am meisten regnet es dort zur Zeit des Südwestmonsuns (zwischen Mai und Oktober). Der Nordostmonsun (zwischen November bis April) führt eher trockene Luft heran.
Etwas differenzierter kann man in den Philippinischen Kordilleren drei verschiedene Jahreszeiten unterscheiden, wobei der Zyklus jedoch nicht immer konstant auftritt und die Höhenlage des Gebietes für die Temperaturverteilung verantwortlich ist: Die Regenzeit (Juni bis November), die kühle Trockenzeit (Dezember bis Februar) und die heiße Trockenzeit (März bis Mai).
In der kühlen Trockenzeit fallen die Temperaturen im Hochland bei Baguio (1500 m Höhe) bis auf 6 Grad Celsius und in noch höheren Lagen können auch Bodenfröste entstehen.
Grobe Einteilung der Klimazonen der Philippinischen Kordilleren:
- Westküste Zambales-Berge: Typisches Südostasiatisches Monsunklima mit einer langen Trockenzeit

von November bis Mai und einer intensiven Regenzeit von Juni bis Dezember.
- Landesinnere Cagayan Tal: Kurze Trockenzeit von März bis Mai und wenig intensive Regenzeit

von Juni bis Februar.
- Ostküste Sierra Madre: Keine ausgeprägte Trockenzeit, am meisten Regen fällt von November

bis Januar.

## Nationalparks und Schutzgebiete in den Philippinischen Kordilleren
Mount-Pulag-Nationalpark, Northern Sierra Madre Natural Park, Mount-Data-Nationalpark,
Balbalasang-Balbalan-Nationalpark, Angat Watershed Forest Reserve,
Tirad-Pass-Nationalpark mit der nationalen Gedenkstätte zu Ehren von Gregorio del Pilar,
Kalbario-Patapat-Nationalpark, Peñablanca Protected Landscape & Seascape, Cassamata-Hill-Nationalpark, Fuyot-Spring-Nationalpark, Minalungao-Nationalpark, Bangan-Hill-Nationalpark, Salinas Natural Monument, Bessang Pass Natural Monument, Pamitinan Protected Landscape, Marikina Watershed Forest Reserve

## Vulkanische Aktivitäten
In den Philippinischen Kordilleren gibt es nur zwei als tätig beschriebene Vulkane: den Pinatubo, der zuletzt im Zeitraum von 1991 bis 1995 ausbrach, und den 1135 Meter hohen Cagua im Norden der Sierra Madre, der 1860 zuletzt ausbrach. Drei weitere Vulkane werden als potenziell aktiv bezeichnet, der Mariveles, der Natib und der Patoc.

## Galerie

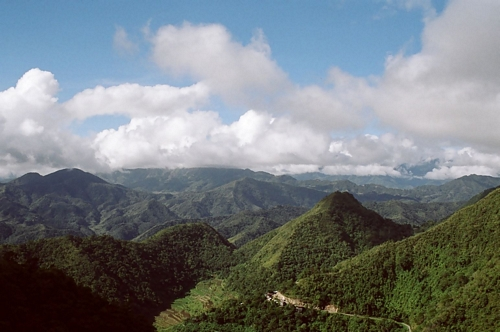
Philippinische Kordilleren
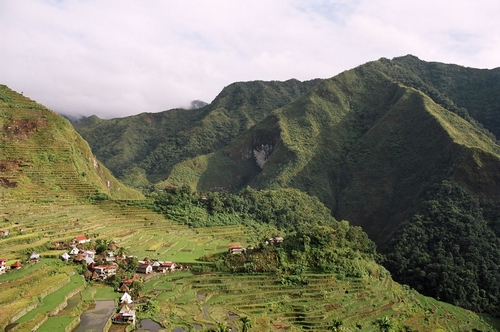
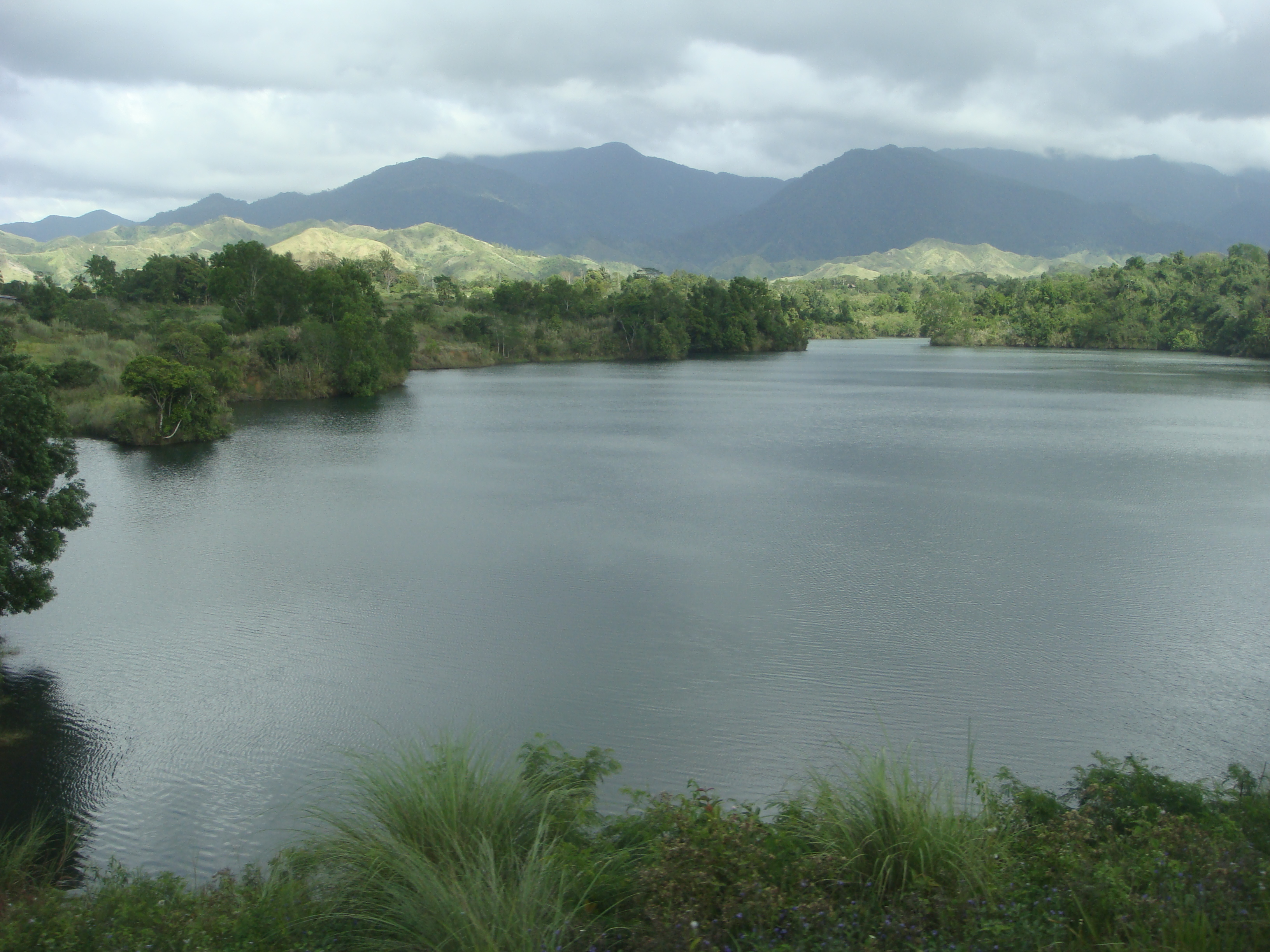
Der Pantabangan-Stausee
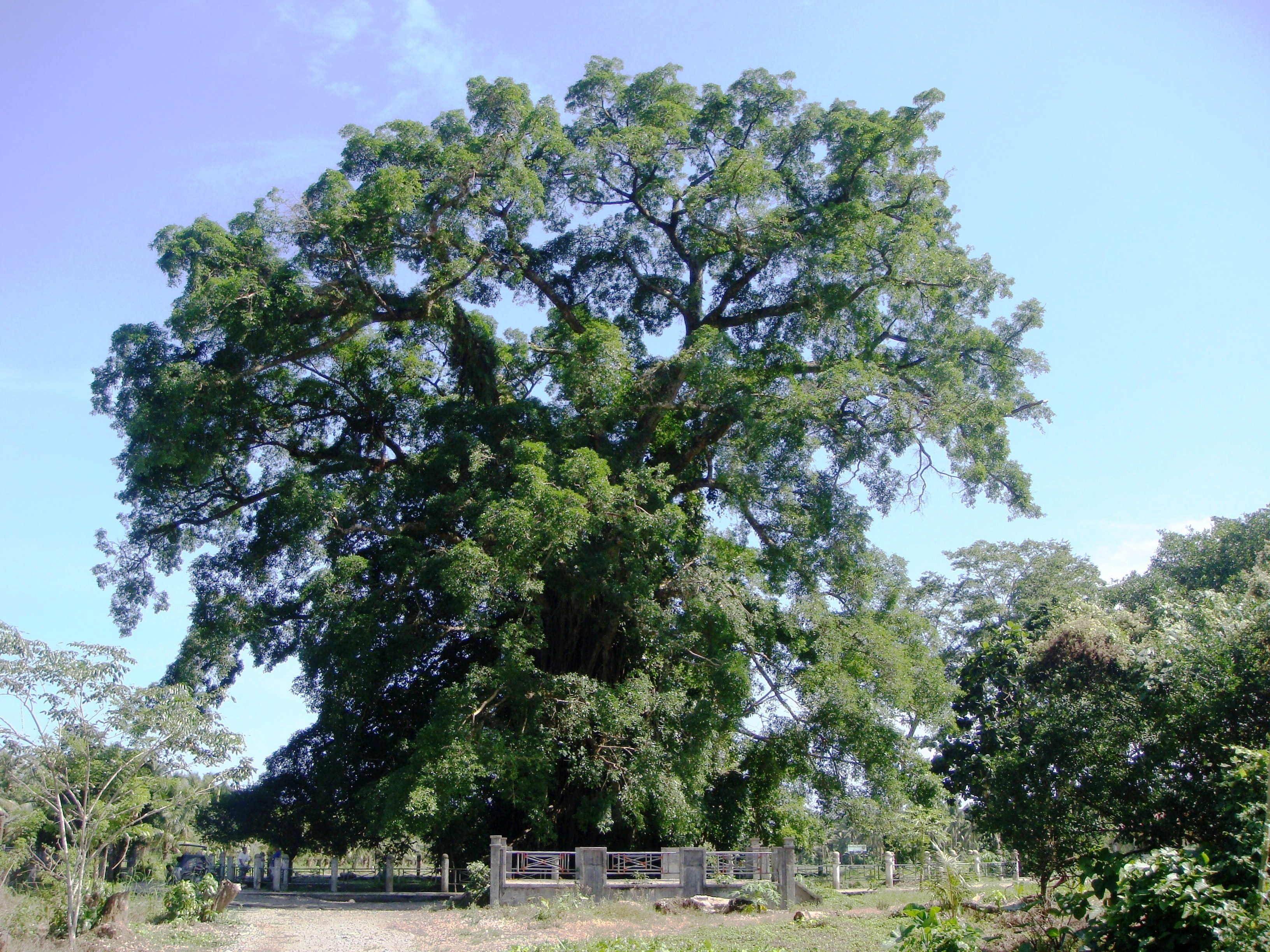
Ein 600 Jahre alter Baletebaum in der Sierra Madre